# Austrijska narodna stranka
Österreichische Volkspartei kratica ÖVP (hrvatski: Austrijska narodna stranka) je najveća austrijska stranka. Politički program se zasniva na konzervatizmu, umjerenom euroskepticizmu, umjerenom desničarskom populizmu te kršćanskoj demokraciji. Stranku dosta podupiru u velikim gradovima poput Beča i Linza. 
Austrijska narodna stranka punopravna je članica Europske pučke stranke i Centrističke demokratske internacionale. 
Na izborima u jesen 2006. zajedno sa Socijaldemokratskom strankom Austrije koje je osvojila najviše glasova formirala je koalicijsku vladu. Na prijevremenim parlamentarnim izborima u prosincu 2017. Osvaja relativnu većinu u oba doma parlamenta te sastavlja koalicijsku vladu a kancelar postaje Sebastian Kurz.

## Čelnici od 1945.
Čelnici Austrijske narodne stranke od 1945. (lijevo) i austrijski kancelari (desno).

## Vanjske poveznice
- www.oevp.at